# Maldonita
La maldonita és un mineral de la classe dels sulfurs que pertany al grup del coure. El seu nom fa referència al lloc on fou descobert el 1869, Nuggety, prop de la ciutat de Maldon, a l'estat de Victòria (Austràlia). Fou descrita per Ulrich.

## Característiques
La maldonita és un mineral d'or i bismut, químicament és el bismutur de dior de fórmula Au₂Bi, de colors molt variats que van del blanc al negre passant per rosats i vermellosos. La seva duresa a l'escala de Mohs oscil·la entre 1,5 i 2, i té una alta densitat (15,46-15,70 g/cm³). Cristal·litza en el sistema cúbic.
Segons la classificació de Nickel-Strunz, la maldonita pertany a «02.AA: Aliatges de metal·loides amb Cu, Ag, Au» juntament amb els següents minerals: domeykita-β, algodonita, domeykita, koutekita, novakita, cuprostibina, kutinaïta, al·largent, discrasita i stistaïta.

## Formació i jaciments
Es forma per sota de 373 °C, en condicions hidrotermals en els filons d'or-quars i en skarns calcosilicatats. Sol trobar-se associada a altres minerals com: or, bismut, bismutinita, joseita, arsenopirita, löllingita, pirita, pirrotita, calcopirita, cubanita, scheelita, apatita, siderita, calcita i quars.